# Circle Chart
Circle Chart, ранее известный как Gaon Music Chart или Gaon Chart, — один из национальных музыкальных хит-парадов Южной Кореи.

## История
Gaon Chart появился в 2010 году и изначально учитывал только ежемесячный рейтинг продаж музыкальных синглов; вскоре хит-парад стал выходить еженедельно, также появился хит-парад музыкальных альбомов. Хит-парад издаётся организацией Korea Music Content Industry Association и спонсируется Министерством культуры, спорта и туризма Республики Корея. В 2022 году сменил своё название на Circle Chart. Чарты выходят каждую пятницу.

## Формирование хит-парада
Основными чартами являются Gaon Album chart (альбомы) и Gaon Single chart (синглы). Данные о продажах релизов предоставляются компаниями LOEN Entertainment, SM Entertainment, Sony Music Korea, Warner Music Korea, Universal Music и Mnet Media. (Некоторые альбомы, не издававшиеся этими компаниями, не могут войти в чарт.) Продажа синглов через интернет в цифровом формате занимает значительную долю музыкального рынка Южной Кореи, в результате чарт синглов формируется на основе количества продаж через интернет, без учёта ротации песен на радио. Все чарты издаются еженедельно и ежемесячно.

### Список чартов
| Чарт              | Тип           | Методология                    | Количество Мест | Примечания                                            |
| ----------------- | ------------- | ------------------------------ | --------------- | ----------------------------------------------------- |
| Gaon Album Chart  | общий         | физические продажи (альбомы)   | 100             | - Самые продаваемые альбомы Южной Кореи               |
| Gaon Album Chart  | Южная Корея   | физические продажи (альбомы)   | 100             | - Музыка, издаваемая только в Южной Корее             |
| Gaon Album Chart  | международный | физические продажи (альбомы)   | 100             | - Музыка, издаваемая в Корее для международного рынка |
| Gaon Single Chart | общий         | музыкальные закачки и рингтоны | 200             | - Самые продаваемые синглы в Южной Корее              |
| Gaon Single Chart | Южная Корея   | музыкальные закачки и рингтоны | 200             | - Музыка, издаваемая только в Южной Корее             |
| Gaon Single Chart | международный | музыкальные закачки и рингтоны | 200             | - Музыка, издаваемая в Корее для международного рынка |
| Streaming Chart   | общий         | закачки                        | 200             | - Закачки из интернет-магазинов                       |
| Streaming Chart   | Южная Корея   | закачки                        | 200             | - Музыка, издаваемая только в Южной Корее             |
| Streaming Chart   | международный | закачки                        | 200             | - Музыка, издаваемая в Корее для международного рынка |
| Download Chart    | общий         | закачки                        | 200             | - Продажи через закачки                               |
| Download Chart    | Южная Корея   | закачки                        | 200             | - Музыка, издаваемая только в Южной Корее             |
| Download Chart    | международный | закачки                        | 200             | - Музыка, издаваемая в Корее для международного рынка |
| BGM Chart         | общий         | bgm                            | 100             | - Продажи background-музыки                           |
| Mobile Chart      | рингтоны      | рингтоны                       | 100             | - Рейтинг продаж рингтонов                            |
| Mobile Chart      | ringback-тоны | рингтоны                       | 100             | - ringback-тоны                                       |
| Noraebang Chart   | общий         | караоке                        | 200             | - Рейтинг песен для караоке                           |
| Noraebang Chart   | Южная Корея   | караоке                        | 200             | - Музыка, издаваемая только в Южной Корее             |
| Noraebang Chart   | международный | караоке                        | 200             | - Музыка, издаваемая в Корее для международного рынка |

## Сертификации
В апреле 2018 года Корейская ассоциация музыкального контента ввела сертификацию музыкальных записей для альбомов, загрузок и потокового вещания. Сертификация альбомов производится на основе данных о поставках, предоставляемых звукозаписывающими компаниями и дистрибьюторами. Сертификации по скачиванию и потоковому вещанию присуждаются песням на основе данных, предоставленных музыкальными провайдерами в Интернете. Сертификации подлежат альбомы и песни, выпущенные 1 января 2018 года или позднее.

### Альбомы
| Пороговые значения для каждой премии | Пороговые значения для каждой премии | Пороговые значения для каждой премии | Пороговые значения для каждой премии | Пороговые значения для каждой премии |
| Platinum                             | 2× Platinum                          | 3× Platinum                          | Million                              | 2× Million                           |
| ------------------------------------ | ------------------------------------ | ------------------------------------ | ------------------------------------ | ------------------------------------ |
| 250,000                              | 500,000                              | 750,000                              | 1,000,000                            | 2,000,000                            |

### Загрузка
| Пороговые значения для каждой премии | Пороговые значения для каждой премии | Пороговые значения для каждой премии | Пороговые значения для каждой премии |
| Platinum                             | 2× Platinum                          | 3× Platinum                          | Diamond                              |
| ------------------------------------ | ------------------------------------ | ------------------------------------ | ------------------------------------ |
| 2,500,000                            | 5,000,000                            | 7,500,000                            | 10,000,000                           |

### Потоковое вещание
| Пороговые значения для каждой премии | Пороговые значения для каждой премии | Пороговые значения для каждой премии | Пороговые значения для каждой премии |
| Platinum                             | 2× Platinum                          | 3× Platinum                          | Billion                              |
| ------------------------------------ | ------------------------------------ | ------------------------------------ | ------------------------------------ |
| 100,000,000                          | 200,000,000                          | 300,000,000                          | 1,000,000,000                        |

1. ↑  Также будут присуждаться более высокие сертификаты (например, 3×Million)[4].
2. ↑  Также будут присуждаться более высокие сертификаты (вплоть до 9×Platinum)[4].